# Амори (граф Нанта)
Амори (фр. Amaury de Nantes; умер после 851) — граф Нанта в 846—849 и в 850—851 годах.

## Биография
В августе 846 года граф Нанта Ламберт II был смещён королём Западно-Франкского государства Карлом II Лысым. На его место монарх поставил своего приближённого Амори. Тот владел графством всего три года, и в 849 году король западных франков снова назначил Ламберта II правителем Нанта.
Однако после того как в 850 году Ламберт II опять стал союзником герцога Бретани Эриспоэ, Карл II Лысый вновь назначил Амори правителем Нанта. В следующем году во время франкско-бретонская войны Ренн и Нант были захвачены войсками Эриспоэ и Ламберта II. Среди попавших в плен франков был и Амори. После этого он ни в каких современных ему источниках не упоминался.